# Ohlenbach
Ohlenbach ist ein Ortsteil der Stadt Schmallenberg und seit 2018 ein staatlich anerkannter Luftkurort in Nordrhein-Westfalen.

## Geografie
Ohlenbach liegt etwa zwei Kilometer nordöstlich von Westfeld. Die verstreut liegenden Häuser erstrecken sich von der Landesstraße 640, die hier durch das Schwarze Siepental von Westfeld in Richtung Altastenberg, bis auf 640 Höhe. Der Ort besteht aus 16 Häusern und zwei Ferienhäusern. Das Landschaftsschutzgebiet Bachtal des Schwarzen Siepens  liegt nordöstlich Ohlenbach.

## Geschichte
Das Dorf Ohlenbach ist ab 1830 entstanden. 1830 siedelte Johann Vogt als erster vom Westfeld nach Ohlenbach und baute das Haus Braun (heutiger Gasthof Braun). In den folgenden Jahren bauten weitere Einwohner aus Westfeld dort Höfe, dann folgten auch Einwohner aus anderen Orten. 1948 wurde die Kapelle gebaut. Am 1. Januar 1975 wurde Ohlenbach mit der Gemeinde Oberkirchen, zu der es bis dahin gehörte, in die Stadt Schmallenberg eingegliedert.